# فريدريك لينكولن سيدونس
فريدريك لينكولن سيدونس (بالإنجليزية: Frederick Lincoln Siddons)‏ هو قاضي ومحامي أمريكي، ولد في 21 نوفمبر 1864 في لندن في المملكة المتحدة، وتوفي في 19 يونيو 1931 في واشنطن العاصمة في الولايات المتحدة.